# Hugh Herbert
Hugh Herbert est un acteur et scénariste américain né le 10 août 1887 à Binghamton (État de New York), mort le 12 mars 1952 à North Hollywood (Californie).

## Filmographie

### Comme acteur
- 1927 : Husbands for Rent : Valet
- 1928 : Lucky in Love
- 1928 : Caught in the Fog : Détective Riley
- 1930 : Danger Lights de George B. Seitz : Le professeur
- 1930 : Hook, Line and Sinker : Le détective
- 1931 : She Went for a Tramp
- 1931 : Laugh and Get Rich : Joseph 'Joe' Austin
- 1931 : The Sin Ship : Charlie
- 1931 : Traveling Husbands (en) de Paul Sloane : Hymie Schwartz
- 1931 : Le Sphinx a parlé (Friends and Lovers) de Victor Schertzinger : McNellis, Roberts' Batman
- 1932 : 4 de l'aviation (The Lost Squadron) : Sgt. Fritz
- 1932 : Folies olympiques (Million Dollar Legs) d'Edward F. Cline : Secrétaire du Trésor
- 1932 : Les Lèvres qui mentent (Faithless) de Harry Beaumont : Mr. Peter M. Blainey
- 1932 : Sham Poo, the Magician
- 1933 : Strictly Personal : Wetzel
- 1933 : Diplomaniacs (en) de William A. Seiter : le chinois
- 1933 : She Had to Say Yes de George Amy et Busby Berkeley : Luther Haines
- 1933 : Goodbye Again de  Michael Curtiz : Harvey Wilson
- 1933 : Bureau des personnes disparues (Bureau of Missing Persons) de Roy Del Ruth : Détective Hank Slade
- 1933 : Prologue (Footlight Parade) de Lloyd Bacon : Charlie Bowers
- 1933 : 'Tis Spring
- 1933 : College Coach de William A. Wellman : J. Marvin Barnett
- 1933 : From Headquarters (en) : Manny Wales
- 1933 : Convention City : Hotstetter
- 1934 : Easy to Love de William Keighley : Détective John McTavish
- 1934 : Les Pirates de la mode (Fashions of 1934) de William Dieterle : Joe Ward
- 1934 : Wonder Bar de Lloyd Bacon : Corey Pratt
- 1934 : Harold Teen (en) de  Murray Roth : Ed Rathburn
- 1934 : Merry Wives of Reno (en) de H. Bruce Humberstone : Colonel Fitch
- 1934 : The Merry Frinks : Joe 'Poppa' Frink
- 1934 : Fog Over Frisco de William Dieterle : Izzy Wright
- 1934 : Dames de Ray Enright et Busby Berkeley : Ezra Ounce
- 1934 : Kansas City Princess : Junior Ashcraft
- 1934 : Un soir en scène (Sweet Adeline)  de Mervyn LeRoy : Rupert Rockingham
- 1935 : Chercheuses d'or de 1935 (Gold Diggers of 1935) de Busby Berkeley : T. Mosely Thorpe III
- 1935 : Femmes d'affaires (Traveling Saleslady) de Ray Enright : Elmer Niles
- 1935 : We're in the Money : L'avocat Homer Bronson
- 1935 : Le Songe d'une nuit d'été (A Midsummer Night's Dream) de William Dieterle et Max Reinhardt : Snout
- 1935 : To Beat the Band : Hugo Twist / Elizabeth Twist
- 1935 : Miss Pacific Fleet : Mr. J. August Freytag
- 1936 : Colleen : Oncle Cedric Ames
- 1936 : One Rainy Afternoon de Rowland V. Lee : Toto
- 1936 : We Went to College : Professeur Ellery Standish
- 1936 : Love Begins at Twenty : Horatio Gillingwater
- 1936 : Sing Me a Love Song : Siegfried Hammerschlag, Jr. / Frère Herman / Brother Rudolph / Père Siegfried Sr.
- 1937 : Top of the Town : Hubert
- 1937 : That Man's Here Again : Thomas J. Jesse
- 1937 : The Singing Marine : Aeneas Phinney / Clarissa
- 1937 : Marry the Girl de William C. McGann : John B. Radway
- 1937 : Un homme a disparu (The Perfect Specimen) de Michael Curtiz : Killigrew Shaw
- 1937 : Sh! The Octopus : Detective Harold Kelly
- 1937 : Hollywood Hotel : Chester Marshall
- 1938 : Chercheuses d'or à Paris (Gold Diggers in Paris) de Ray Enright et Busby Berkeley : Maurice Giraud
- 1938 : Les hommes sont si bêtes (Men Are Such Fools) de Busby Berkeley : Harvey C. Bates
- 1938 : Quatre au paradis (Four's a Crowd) de Michael Curtiz : Silas Jenkins, juge de Paix
- 1938 : Toute la ville danse (The Great Waltz) de Julien Duvivier : Julius Hofbauer, éditeur de musique
- 1939 : The Family Next Door : George Pierce
- 1939 : The Lady's from Kentucky : Mousey Johnson
- 1939 : Divorcé malgré lui (Eternally Yours) de Tay Garnett : Benton, valet de Tony
- 1939 : Dad for a Day : Gasoline Customer
- 1939 : Little Accident de Charles Lamont : Herbert Pearson
- 1940 : La Conga Nights : Henry I. Dibble Jr. / Faith Dibble / Hope Dibble / Charity Dibble / Prudence Dibble / Mrs. Henry I. Dibble Jr.
- 1940 : Private Affairs (en) d'Albert S. Rogell : Angus McPherson
- 1940 : The Villain Still Pursued Her d'Edward F. Cline : Frederick Healy
- 1940 : A Little Bit of Heaven : Pop Loring
- 1940 : Hit Parade of 1941 de John H. Auer : Ferdinand Farraday
- 1940 : Slightly Tempted : Professeur Ross
- 1941 : Meet the Chump : Hugh Mansfield
- 1941 : Le Chat noir (The Black Cat) d'Albert S. Rogell : Mr. Penny
- 1941 : Hello, Sucker : Hubert Clippe
- 1941 : Badlands of Dakota (en) : Rocky Plummer
- 1941 : Hellzapoppin de H. C. Potter : Quimby
- 1942 : Don't Get Personal : Elmer Whippet / Oscar Whippet
- 1942 : There's One Born Every Minute : Lemuel P. Twine / Abner Twine / Colonel Cladius Zebediah Twine
- 1942 : Mrs. Wiggs of the Cabbage Patch (en) de Ralph Murphy  : Marcus Throckmorton
- 1943 : It's a Great Life : Timothy Brewster
- 1943 : Pitchin' in the Kitchen : Adam Spiggott
- 1943 : Who's Hugh? : Hugh Herbert
- 1944 : Oh, Baby! : Elmer 'Picklepuss' Burns
- 1944 : His Hotel Sweet : Hugh 'Hughie' Herbert
- 1944 : Kismet de William Dieterle : Feisal
- 1944 : Ever Since Venus : P.G. Grimble
- 1944 : A Knight and a Blonde : Hugh
- 1944 : Tendre symphonie (Music for Millions) de Henry Koster : Oncle Ferdinand
- 1945 : Woo, Woo!
- 1945 : Wife Decoy : Hughie Hawkins
- 1945 : The Mayor's Husband
- 1946 : One Way to Love (en) de Ray Enright : Eustace P. Trumble
- 1946 : When the Wife's Away : Hugh
- 1946 : Get Along Little Zombie : Hugh
- 1946 : Honeymoon Blues : Hugh 'Hughie' Herbert
- 1947 : Hot Heir
- 1947 : Nervous Shakedown : Mr. Penn
- 1947 : Blondie in the Dough : Llewellyn Simmons
- 1947 : Should Husbands Marry?
- 1948 : So This Is New York de Richard Fleischer : Mr. Trumball
- 1948 : La Folle enquête (On Our Merry Way), de King Vidor et Leslie Fenton : Eli Hobbs
- 1948 : Tall, Dark and Gruesome : Hugh Sherlock
- 1948 : The Girl from Manhattan d'Alfred E. Green : Aaron Goss
- 1948 : Si bémol et Fa dièse (A Song Is Born) de Howard Hawks : Professeur Twingle
- 1948 : A Pinch in Time
- 1949 : Trapped by a Blonde : Hugh
- 1949 : Mam'zelle mitraillette (The Beautiful Blonde from Bashful Bend) de Preston Sturges : Docteur
- 1949 : Super-Wolf : Hugh
- 1950 : One Shivery Night
- 1950 : A Slip and a Miss
- 1951 : Woo-Woo Blues
- 1951 : Havana Rose : Filbert Fillmore
- 1951 : Trouble In-Laws
- 1952 : The Gink at the Sink

### Scénariste
- 1928 : Lights of New York
- 1929 : Gabbo le ventriloque (The Great Gabbo)